# Rattus giluwensis
Rattus giluwensis — один з видів гризунів роду пацюків (Rattus).

## Поширення
Цей вид був записаний тільки з верхніх схилів гори Гілуве та пов'язаних піків Папуа Нової Гвінеї. Був зафіксований, від 2195 до 3660 м над рівнем моря, при цьому більшість записів бути вище 2800 м над рівнем моря. Знаходиться в субальпійських луках, мохових лісах і в буково-моховій лісовій зоні.

## Морфологічні особливості
Гризуни середнього розміру, завдовжки 136—187 мм, хвіст — 84 — 108 мм, стопа — 28 — 32 мм.

## Зовнішність
Хутро дуже щільне і м'яке, без колючих волосків. Верхні частини червонувато-коричневі, посипані довгими чорнуватими волосками, а вентральні частини — жовтувато-сірі. Вібріси чорні, завдовжки  35 мм. Вуха трохи покриті дрібними коричневими волосками. Хвіст коротший, ніж голова і тіло, рівномірно темно-коричневий і покритий 7 кільцями лусочок на сантиметр. Ноги темно-коричневі,  покриті дрібними світлими волосками. У самиць є пара грудних сосків, постіксаксілярна пара і дві пахові пари.

## Звички
Тварини будують дрібні тунелі, що ведуть у гнізда серед купини.

## Загрози та охорона
Невідомо, чи цей вид присутній у будь-якій з захищених областей.